# 町屋 (荒川区)

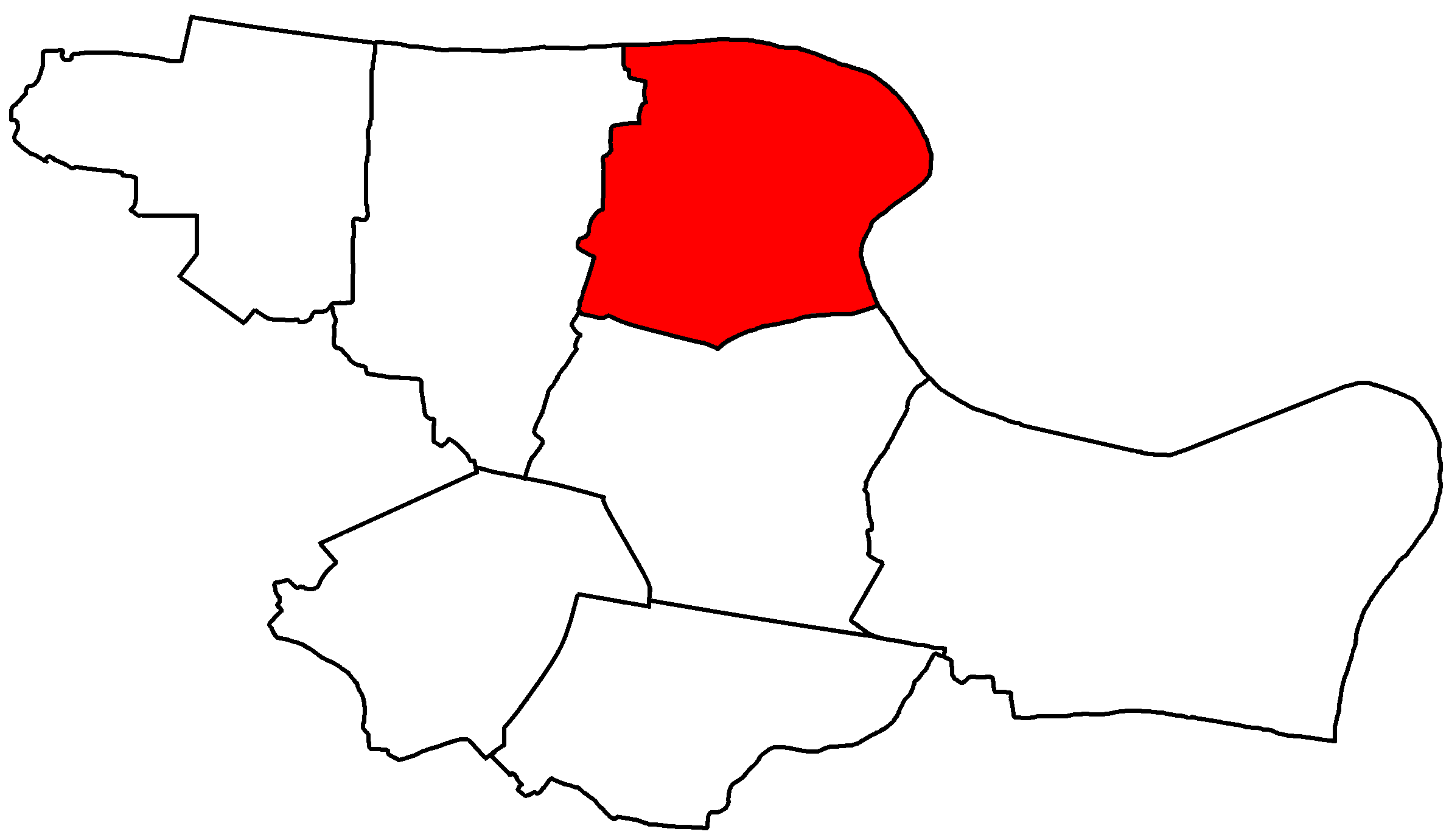
荒川区内の町屋の位置図

町屋（まちや）は、東京都荒川区の町名。現行行政地名は町屋一丁目から町屋八丁目。

## 地理
東西に長い菱形をした荒川区の中央北部に位置する、下町的町並みを持つ。町域の北と東を隅田川に接し、尾竹橋をもって対岸の足立区とつながる。南は区役所の所在する荒川と、西は東尾久と接する。
町域内には町工場や商店街、住宅が所狭しとひしめき合った混合密集市街を形成しており、このことが町屋全体の防災行政上の大きな課題となっている。東京都の公式資料「あなたの街の災害危険度2018」によると危険レベルは大火の危険性が高いレベル5となっている。町域南部には東京都で唯一となった都電の荒川線が走る。

### 地価
住宅地の地価は、2025年（令和7年）1月1日の公示地価によれば、町屋4-28-5の地点で47万2000円/m2、町屋7-9-13の地点で50万3000円/m2となっている。

## 歴史
この地域から鎌倉時代後期の板碑が多く出土していることから、比較的早くから開墾されていたと推察されている。荒川区史によると、町屋の地名も、古くから集落が存在したことに由来するという説もあるとされる。
1889年（明治22年）4月1日、町村制施行により北豊島郡三河島村が発足し、その大字となる。1920年（大正9年）2月11日、三河島村の町制施行により三河島町の大字になる。1932年（昭和7年）10月1日、東京市に編入され、同市荒川区町屋一から三丁目となる。1961年（昭和37年）に町名地番整理により、一部が三河島町一から九丁目の一部とともに荒川一から八丁目となり、残部が三河島町と尾久町の各一部を編入し、町屋一から八丁目となる。1962年（昭和38年）から1963年（昭和39年）にかけて、町域再編と住居表示を実施し、現行の町屋一から八丁目、及び東尾久二から三丁目、及び六丁目が成立している。

## 世帯数と人口
2025年（令和7年）3月1日現在（荒川区発表）の世帯数と人口は以下の通りである。
| 丁目       | 世帯数     | 人口     |
| ---------- | ---------- | -------- |
| 町屋一丁目 | 2,196世帯  | 3,745人  |
| 町屋二丁目 | 1,528世帯  | 2,437人  |
| 町屋三丁目 | 2,451世帯  | 4,066人  |
| 町屋四丁目 | 2,223世帯  | 3,910人  |
| 町屋五丁目 | 2,026世帯  | 4,158人  |
| 町屋六丁目 | 2,500世帯  | 4,611人  |
| 町屋七丁目 | 1,795世帯  | 3,638人  |
| 町屋八丁目 | 1,794世帯  | 3,115人  |
| 計         | 16,513世帯 | 29,680人 |

### 人口の変遷
国勢調査による人口の推移。
| 年                 | 人口   |
| ------------------ | ------ |
| 1995年（平成7年）  | 26,664 |
| 2000年（平成12年） | 27,276 |
| 2005年（平成17年） | 28,185 |
| 2010年（平成22年） | 28,438 |
| 2015年（平成27年） | 29,233 |
| 2020年（令和2年）  | 29,840 |

### 世帯数の変遷
国勢調査による世帯数の推移。
| 年                 | 世帯数 |
| ------------------ | ------ |
| 1995年（平成7年）  | 10,568 |
| 2000年（平成12年） | 11,584 |
| 2005年（平成17年） | 12,224 |
| 2010年（平成22年） | 13,100 |
| 2015年（平成27年） | 13,616 |
| 2020年（令和2年）  | 14,973 |

## 学区
区立小・中学校に通う場合、学区は以下の通りとなる（2014年時点）。
| 丁目       | 番地              | 小学校                 | 中学校             |
| ---------- | ----------------- | ---------------------- | ------------------ |
| 町屋一丁目 | 10番 30〜38番     | 荒川区立第七峡田小学校 | 荒川区立第五中学校 |
| 町屋一丁目 | その他            | 荒川区立第四峡田小学校 | 荒川区立第五中学校 |
| 町屋二丁目 | 全域              | 荒川区立第四峡田小学校 | 荒川区立第五中学校 |
| 町屋三丁目 | 4番               | 荒川区立第四峡田小学校 | 荒川区立第五中学校 |
| 町屋三丁目 | その他            | 荒川区立第五峡田小学校 | 荒川区立原中学校   |
| 町屋四丁目 | 18〜24番 29〜34番 | 荒川区立第五峡田小学校 | 荒川区立原中学校   |
| 町屋四丁目 | 1〜4番 14〜17番   | 荒川区立第四峡田小学校 | 荒川区立第五中学校 |
| 町屋四丁目 | その他            | 荒川区立大門小学校     | 荒川区立原中学校   |
| 町屋五丁目 | 5〜11番 18〜19番  | 荒川区立大門小学校     | 荒川区立原中学校   |
| 町屋五丁目 | その他            | 荒川区立第五峡田小学校 | 荒川区立原中学校   |
| 町屋六丁目 | 全域              | 荒川区立第五峡田小学校 | 荒川区立原中学校   |
| 町屋七丁目 | 全域              | 荒川区立第七峡田小学校 | 荒川区立第五中学校 |
| 町屋八丁目 | 全域              | 荒川区立第七峡田小学校 | 荒川区立第五中学校 |

## 事業所
2021年（令和3年）現在の経済センサス調査による事業所数と従業員数は以下の通りである。
| 丁目       | 事業所数    | 従業員数 |
| ---------- | ----------- | -------- |
| 町屋一丁目 | 237事業所   | 1,901人  |
| 町屋二丁目 | 186事業所   | 1,205人  |
| 町屋三丁目 | 188事業所   | 1,207人  |
| 町屋四丁目 | 99事業所    | 596人    |
| 町屋五丁目 | 62事業所    | 542人    |
| 町屋六丁目 | 109事業所   | 1,162人  |
| 町屋七丁目 | 80事業所    | 696人    |
| 町屋八丁目 | 110事業所   | 969人    |
| 計         | 1,071事業所 | 8,278人  |

### 事業者数の変遷
経済センサスによる事業所数の推移。
| 年                 | 事業者数 |
| ------------------ | -------- |
| 2016年（平成28年） | 1,160    |
| 2021年（令和3年）  | 1,071    |

### 従業員数の変遷
経済センサスによる従業員数の推移。
| 年                 | 従業員数 |
| ------------------ | -------- |
| 2016年（平成28年） | 8,085    |
| 2021年（令和3年）  | 8,278    |

## 交通

### 鉄道
東京メトロ
- 千代田線：町屋駅

京成電鉄
- 京成本線：町屋駅（所在は荒川七丁目）

東京都交通局
- 都電荒川線：町屋駅前駅、町屋二丁目停留場（所在はそれぞれ荒川七丁目、六丁目）

### 道路・橋梁
道路

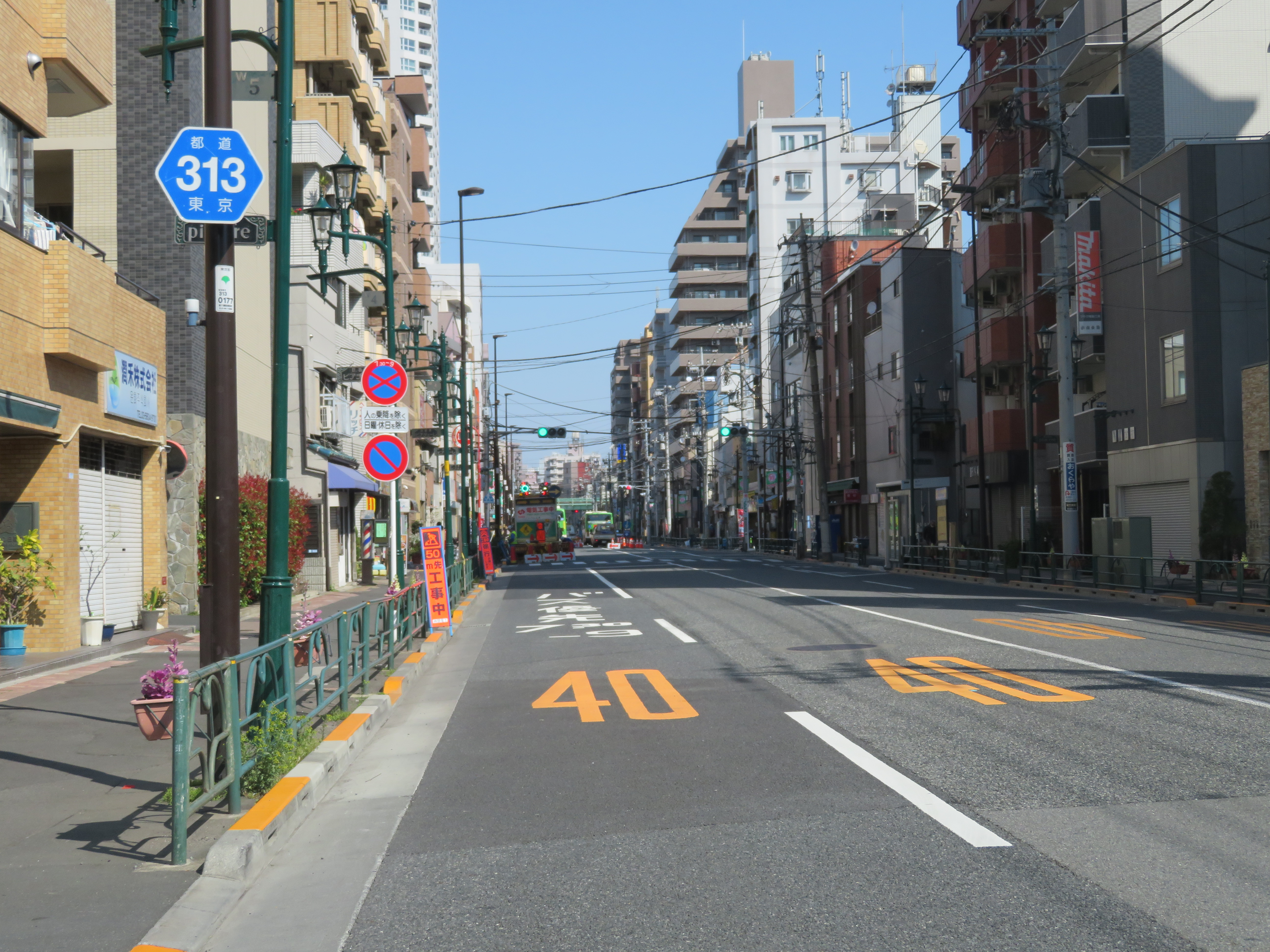
東京都道313号線（尾竹橋通り）荒川区東日暮里6丁目付近（町屋駅方面）

- 東京都道313号上野尾竹橋線（尾竹橋通り）

橋梁
- 尾竹橋

## 施設
行政
- 町屋区民事務所
- 尾竹橋清掃所

保育・教育
- 荒川区立大門小学校
- 荒川区立第四峡田小学校
- 荒川区立第五峡田小学校
- 荒川区立第七峡田小学校
- 荒川区立第五中学校
- 荒川区立原中学校

その他
- 荒川区立町屋文化センター
- 東京博善町屋斎場

## ギャラリー

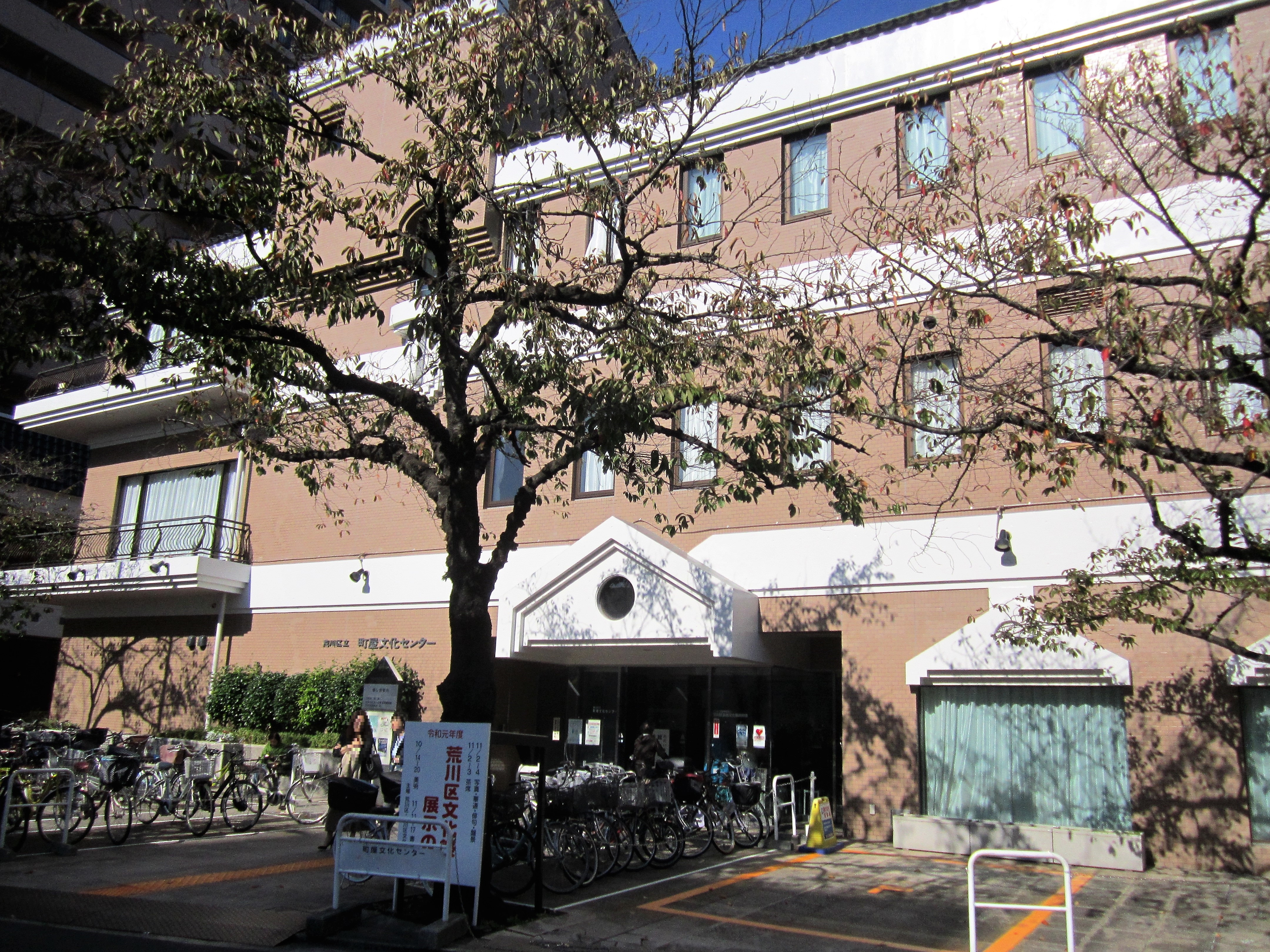
荒川区立町屋文化センター
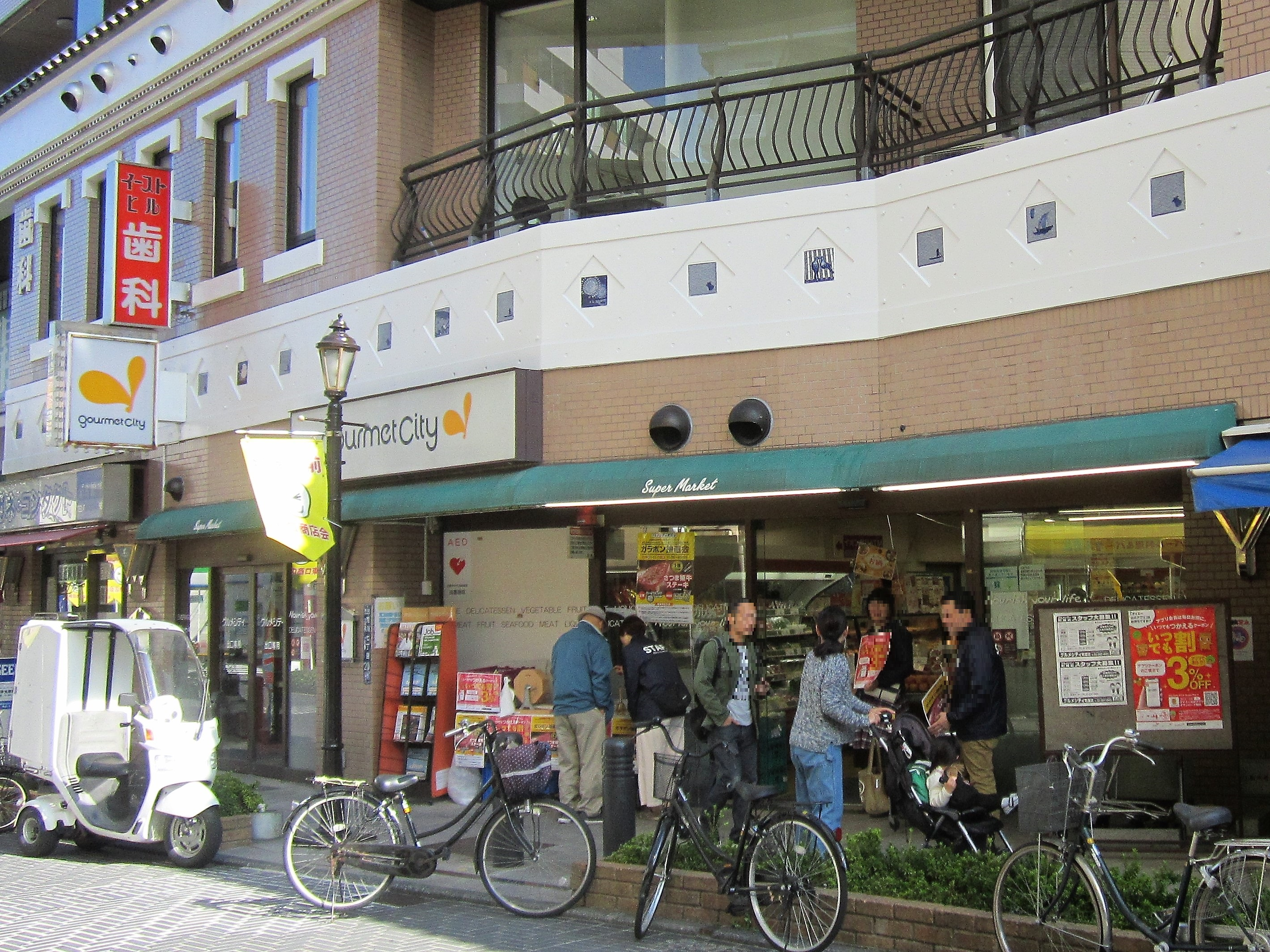
グルメシティ町屋店
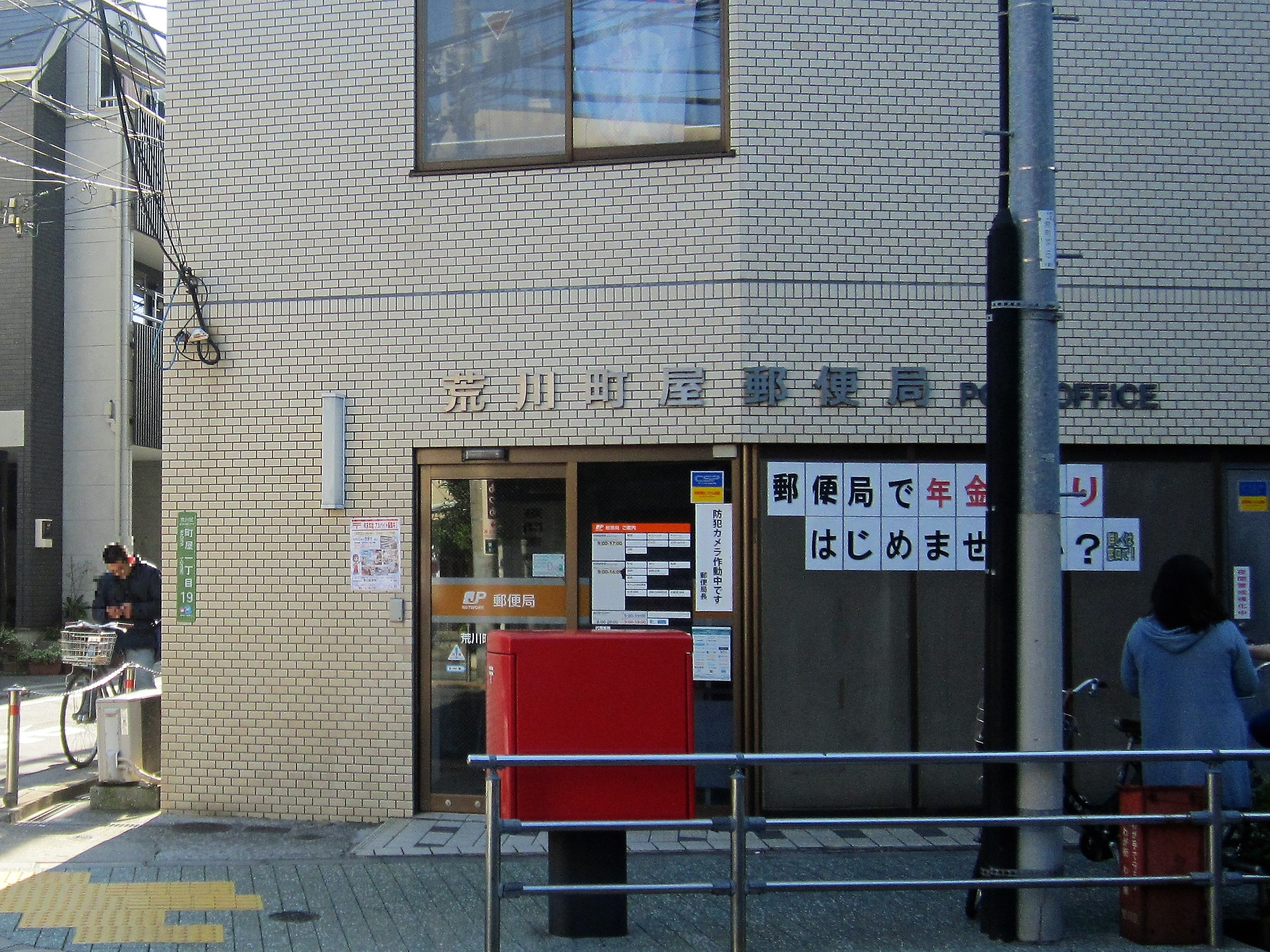
荒川町屋郵便局
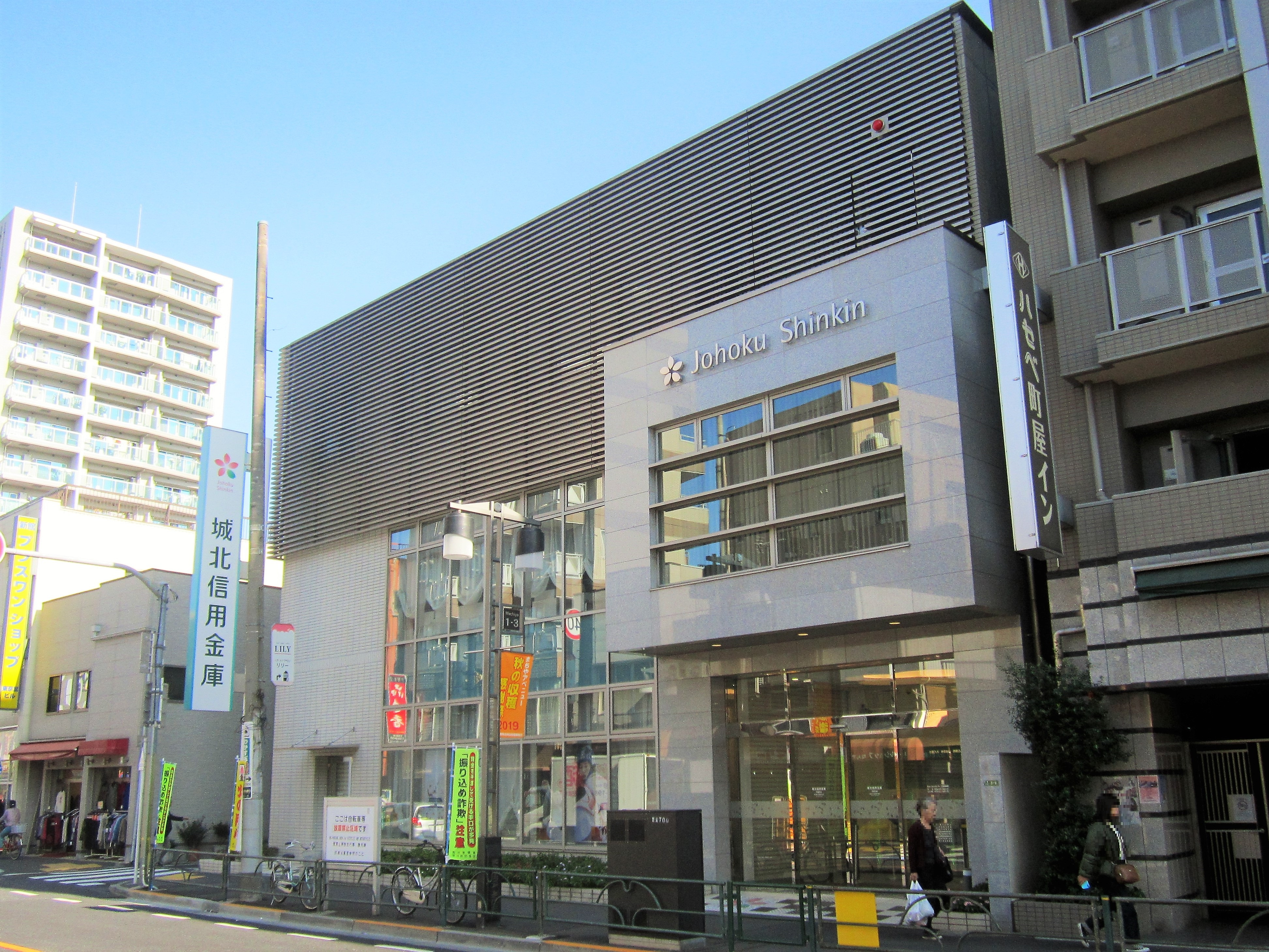
信用金庫城北町屋支店
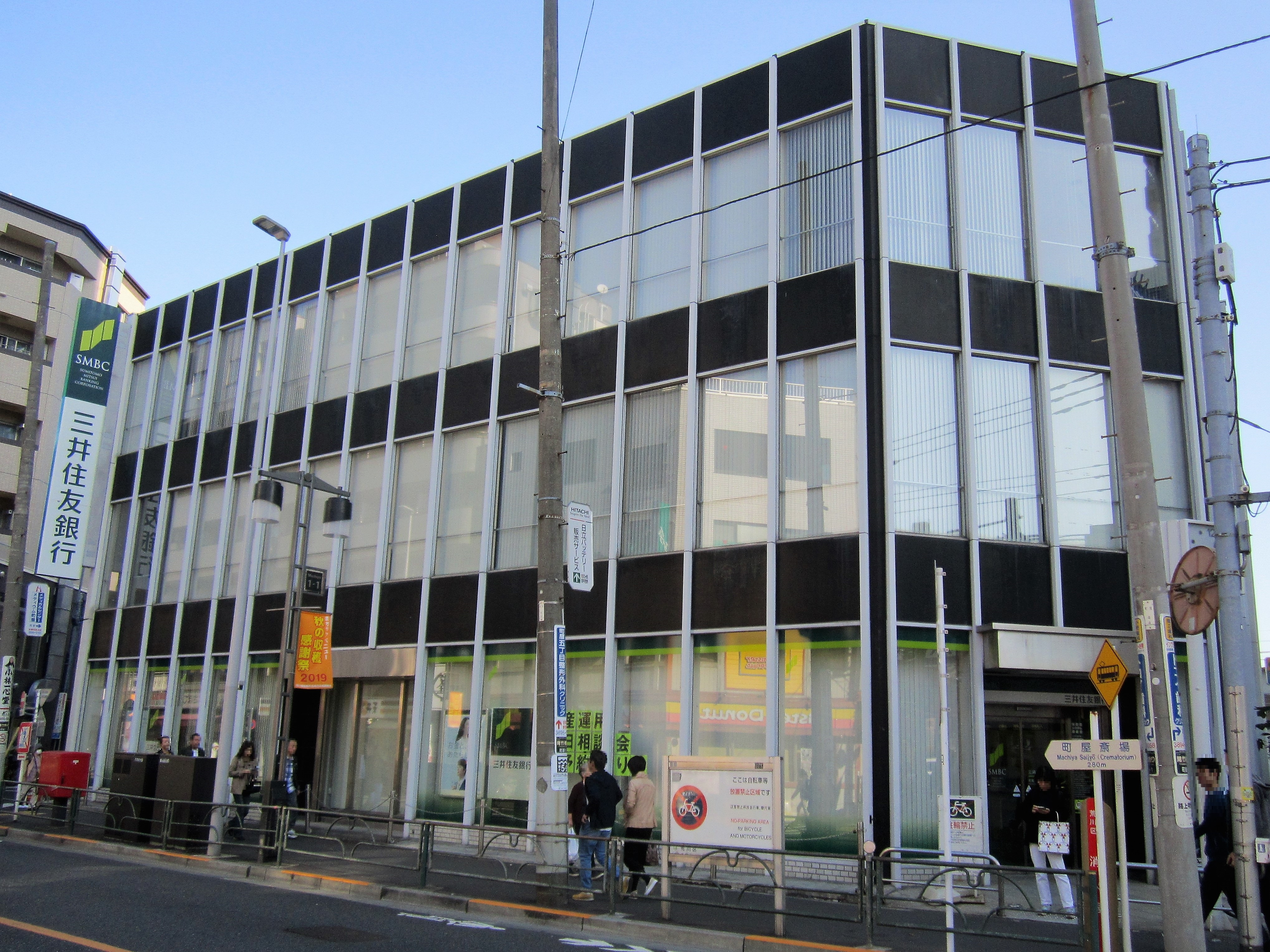
三井住友銀行町屋店
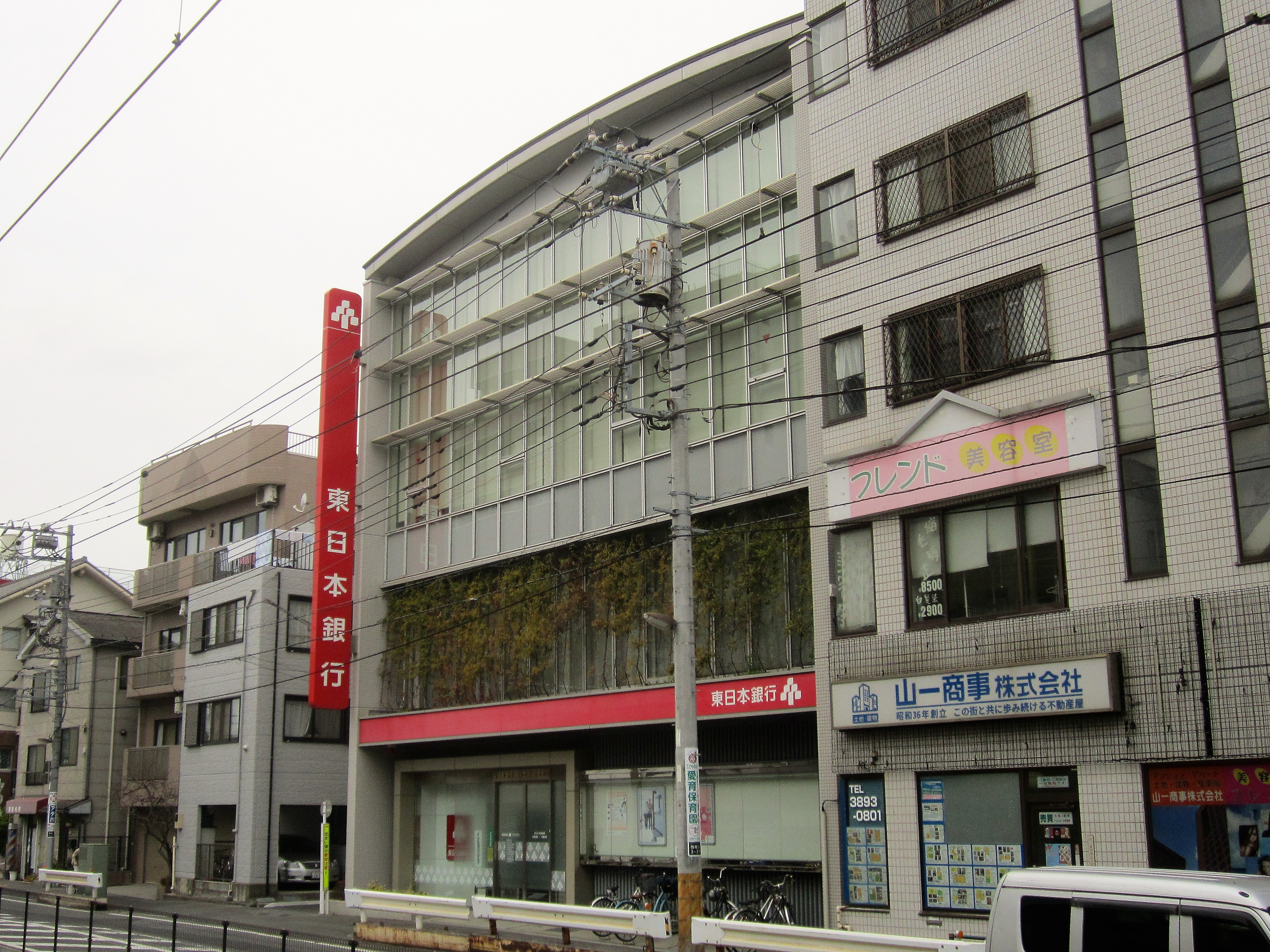
東日本銀行 尾久支店・町屋支店

## その他

### 日本郵便
- 郵便番号 : 116-0001[3]（集配局 : 荒川郵便局[15]）。